# Sân bay Daniel Z. Romualdez
Sân bay Daniel Z. Romualdez (sân bay nội địa Tacloban) là một sân bay nội địa ở thành phố Tacloban. Sân bay phục vụ thành phố Tacloban và khu vực Leyte.
Sân bay Daniel Z. Romualdez bị tàn phá trong bão Haiyan năm 2013. Năm 2012, sân bay này đã phục vụ 1,1 triệu lượt khách.
Sân bay này là cửa ngõ chính nối Manila và Cebu với vùng Đông Visayas ở trung bộ Philippines. Đây là sân bay chính hạng 1 It is a Class (sân bay nội địa chính) theo phân loại của Cục hàng không dân dụng Philippines, cơ quan quản lý vận hành tất cả các sân bay ở Philippines ngoại trừ các sân bay quốc tế lớn. Tại thời điểm năm 2013, sân bay Daniel Z. Romualdez Airport xếp thứ 8 về lưu lượng khách phục vụ trong 45 sân bay thương mại ở Philippines. Sân bay được đặt tên theo cựu chủ tịch Hạ viện Philippines Daniel Z. Romualdez.